# Никола Фурнаджиев (революционер)
Вижте пояснителната страница за други личности с името Никола Фурнаджиев.
Никола Атанасов Фурнаджиев е български предприемач и революционер от Македония.

## Биография
Никола Фурнаджиев е роден около 1840 година в Банско, тогава в Османската империя. Получава високо образование и владее писмено и говоримо турски език. Отваря собствена фурна за хляб, откъдето произхожда и фамилното му име. Дълги години е председател на Евангелистката църковно-училищна община в Банско.
През Кресненско-Разложкото въстание от 1878 година е помощник-войвода на Братан (Баньо) Маринов от Тетевен. Заедно установяват така нареченото Седемдневно Разложко царство, което по-късно е смазано от редовна турска армия и башибозук.
Никола Фурнаджиев умира през 1909 година в Банско.
Баща е на общественика Димитър Фурнаджиев.